# Henry Andersen (żużlowiec)
Henry Andersen (ur. 1926, zm. 1999) – norweski żużlowiec, występujący również na długim torze. 

## Życiorys
Największy sukces w karierze odniósł w 1955 w Oslo, zwyciężając w finale europejskim i zdobywając awans do finału indywidualnych mistrzostw świata na żużlu w Londynie, w którym zajął XV miejsce. Do innych jego sukcesów należało m.in. zdobycie 4 medali indywidualnych mistrzostw Norwegii na torze klasycznym (złoty – 1950, trzy srebrne – 1947, 1951, 1952) oraz zdobycie złotego medalu indywidualnych mistrzostw Norwegii na długim torze (1954).